# 2006년 동계 올림픽 벨라루스 선수단
2006년 동계 올림픽 벨라루스 선수단은 2006년 토리노 동계 올림픽에 참가한 올림픽 벨라루스 선수단이다. 대표팀은 프리스타일 스키에서 1개의 은메달을 땄다.

## 메달리스트
| 메달   | 선수            | 종목       | 세부종목      |
| ------ | --------------- | ---------- | ------------- |
| 은메달 | 드미트리 다신키 | 프리스타일 | 남자 에어리얼 |

## 참조
- “야후! 스포츠 – 2006년 동계 올림픽 – 벨라루스”. 2011년 5월 22일에 원본 문서에서 보존된 문서. 2006년 2월 6일에 확인함.